# Kafyr-Kumuch
Kafyr-Kumuch (ros. Кафыр-Кумух) – wieś w Rosji, w Dagestanie, w rejonie bujnakskim. W 2010 liczyła 5107 mieszkańców, głównie Kumyków.